# Покірлива
«Покірлива» (рос. Кроткая) — повість російського письменника Федора Михайловича Достоєвського (в оригіналі автора — фантастичне оповідання). Один з останніх творів письменника, вперше опубліковане в листопадовому випуску «Щоденника письменника» за 1876 рік.

## Історія написання
Твір задуманий у 1869 році. Написана дуже швидко — за три тижні, в період з кінця жовтня до 19 листопада 1876 року. Достоєвський у цій повісті хотів показати «людину з підпілля», або навіть точніше, «людину з підвалу», «людину з підземелля».

## Персонажі
- Покірлива.
- Лихвар.

## Зміст
Спочатку читачу пропонується невеликий вступ від автора. У ньому він пояснює, що оповідання назване «фантастичним» тільки тому, що це «потік думок» оповідача, які нібито підслухав і записав стенограф. У вступі ж автор дає зрозуміти, що мова піде про чоловіка, дружина якого покінчила життя самогубством.
Повість розповідає історію життя жінки, яка вийшла заміж за лихваря. Цікаво те, що оповідач не називає ні свого, ні її імені. Повість ілюструє розуміння Достоєвським тандему кат і жертва, виражене в творі у вигляді чоловіка-деспота і дружини, його жертви. Також автор хотів показати реалії того часу. Від безгрошів'я дівчина вирішує вийти заміж за людину, яку вона не тільки не кохала, але і зневажала її і рід її занять. Покірлива намагається збунтуватися проти такого життя і проти свого чоловіка, якого вона навіть мала намір вбити, щоб припинити людські муки: не тільки свої, але і тих людей, які були залежні від нього, які закладали своє останнє майно за копійки під великий відсоток. Ці муки проявлялися не в сварках і не у фізичному знущанні, а переважно в постійному мовчанні, яке стало панувати між чоловіком і дружиною через деякий час після одруження.
Оповідач часто собі суперечить. Наприклад, так і залишається незрозумілим чи одружився він на «покірливій» з жалю, чи для того, щоб мучити її, бажаючи помститися всьому світу за свою долю, як він мучив своїх клієнтів. Крім того, думки оповідача сумбурні і плутані. Він наче намагається привести їх до ладу, що йому вдається лише наприкінці повісті, де нещасний добирається до суті справи і йому відкривається істина.
Цікава також історія самого оповідача: він був відставним штабс-капітаном елітного полку, з якого добровільно пішов у відставку. Там, як і скрізь, його не любили, а приводом до його звільнення стала випадковість. Після відставки він вів бідне мандрівне життя, поки не померла його родичка, яка залишила йому три тисячі рублів - він став лихварем, мріючи при цьому накопичити достатню суму і почати нове життя.
В кінці оповідач перебуває в пориві доброти і каяття: він в ногах у дружини, з якої не розмовляв всю зиму, клянеться їй в коханні, обіцяє щастя. Однак, як вона зрозуміла раніше, з ним треба було «по-чесному»: якщо кохати, то цілком віддано, або не любити зовсім. Вона не змогла зробити вибір в той чи інший бік, то ж не захотіла обманювати оповідача «напівкоханням». Повість завершується дуже сумно самогубством головної героїні.

## Екранізації
- У 1960 році актором і режисером Олександром Борисовим на кіностудії Ленфільм був знятий однойменний фільм. Головні ролі виконали Андрій Попов і Ія Саввіна.
- У 1964 році німецьким режисером Віллі Шмідтом був знятий телевізійний фільм «Ніжна» (нім. Die Sanfte).
- У 1969 році французьким режисером Робером Брессоном і чеським режисером {Станіславом Барабашем незалежно один від одного були зняті фільми (фр. Une femme douce і чеськ. Krotká відповідно.
- У 1985 році польським режисером Петром Думала на студії «Studio Miniatur Filmowy» був знятий мальований мультиплікаційний фільм пол. Łagodna.
- У 1992 році режисером Автанділом Варсимашвілі на кіностудії «Арсі» був знятий однойменний фільм. У фільмі знімалися: Лев Дуров, Ніно Тархан-Моураві, Мурман Джінорі, Михайло Кікачеішвілі та інші.
- У 1995 році у польським режисером Маріушем Трелінським був знятий однойменний фільм. У фільмі знімалися: Януш Гайос, Домініка Осталовска, Данута Стенка.
- У 2000 році режисером Євгеном Ростовським знятий однойменний фільм. У фільмі знімалися Діана Вишнева, Фарух Рузіматов, Роман Жилкін та інші.
- У 2015 році режисером Еллою Архангельської знятий фільм «Клітка». У фільмі знімалися Данило Співаковський, Олена Радевич, Михайло Горевий, Дмитро Нагієв та інші.
- У 2017 році фільм українського режисера Сергія Лозниці «Лагідна» (2017) увійшов до Основного конкурсу 70-го Каннського міжнародного кінофестивалю[1].

## Театральні постановки
- 1981 — «Покірлива»; БДТ театр Товстоногова (Санкт-Петербург). режисер Лев Додін. У ролі Лихваря Олег Борисов. З 1985 ставився у МХАТ (Москва).
- 2002 — «Покірлива»; Театр одного актора «Крик». Дніпропетровськ. Режисер і виконавець Михайло Мельник.
- 2010 — «Покірлива»; Одеський молодіжний театр-студія сінема-центр «Тур де Форс», Фільм-спектакль. Режисер Наталя Князєва.
- 2010 — «Справа номер…»; Херсонський обласний академічний музично-драматичний театр імені Миколи Куліша. Режисер Влада Белозоренко, У ролі Лихваря — заслужений артист України Сергій Кияшко.
- 2012 — «Покірлива»; Монотеатр «МІФ» (Харків). Режисер Юрій Одинокий. У головній ролі заслужений артист України Михайло Фіца.
- 2013 — «Покірлива», Київська академічна майстерня театрального мистецтва «Сузір'я». Режисер — Євген Локтіонов; в ролях: Андрій Корженевський, Марина Локтіонова та інші.